# إيتابوا
إيتابوا (بالإنجليزية: Itapúa Department)‏ هي إدارة في باراغواي، عاصمتها انكارناسيون.

## جغرافيا
تقع الإدارة في جنوب باراغواي ، تتاخم الحدود مع الأرجنتين ،تبلغ مساحتها 16٬525٫0 كيلومتر مربع.

### الموقع
تشترك في الحدود مع:
- ميسيونيس
- ميسيونس
- ألتو بارانا
- كازابا
- كوريينتس.

## ديموغرافيا
بلغ عدد سكانها 592٬017  نسمة، ( تعداد 2017)